# Battenbergturm

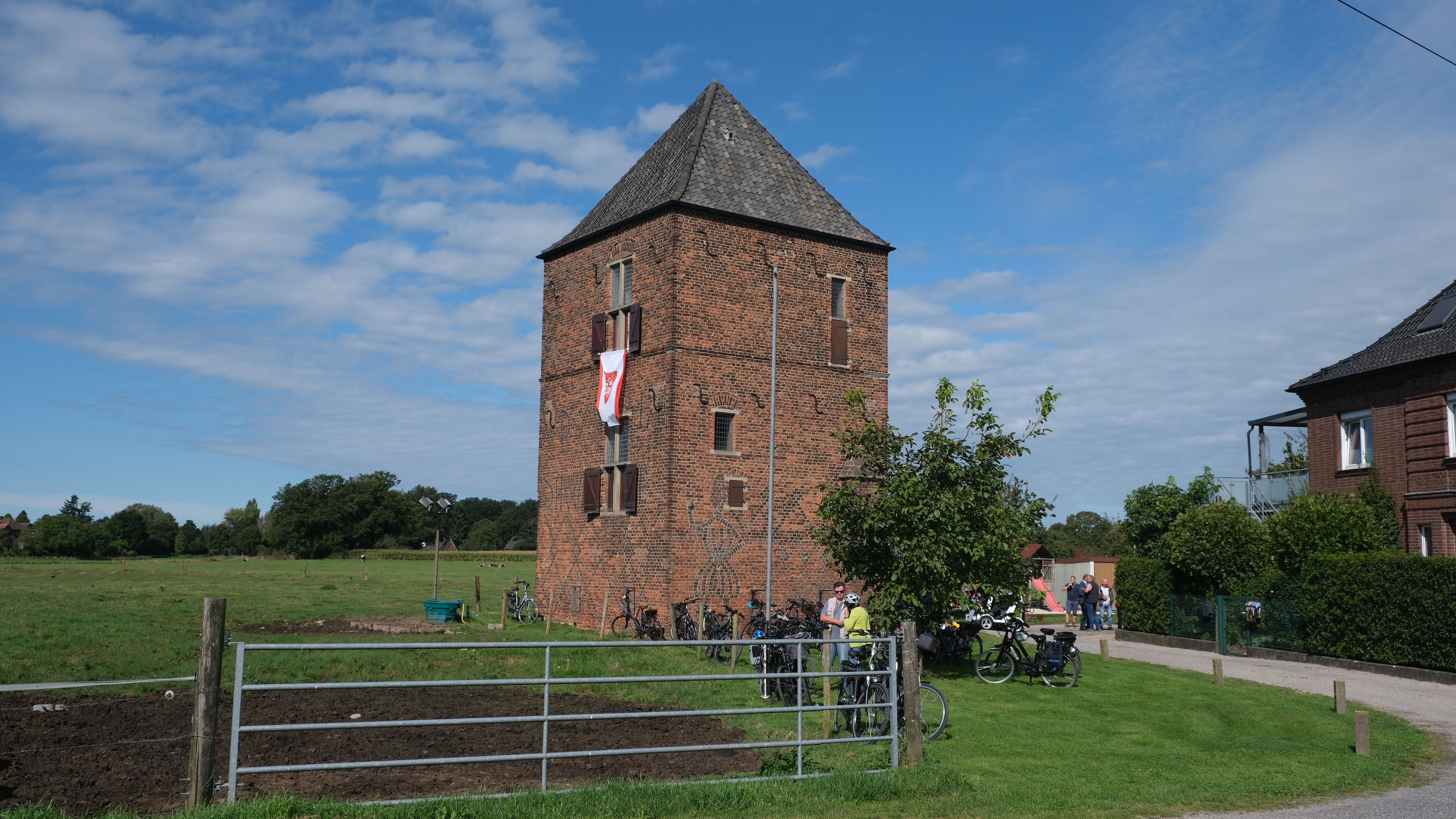
Battenbergturm in Haldern

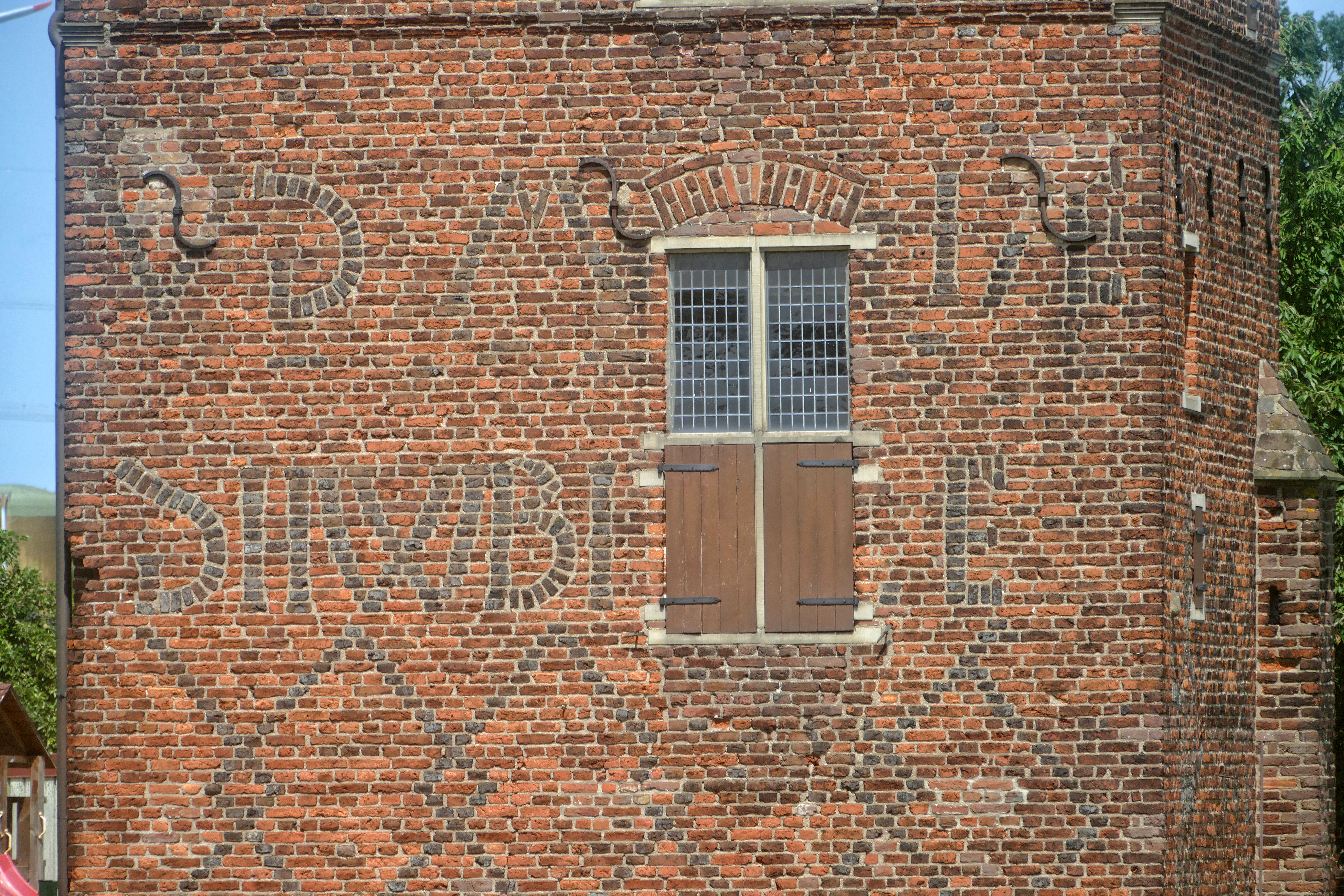
Inschrift auf der Südseite

Der Battenbergturm ist ein spätmittelalterlicher Wohnturm in Haldern, einem Ortsteil von Rees im nordrhein-westfälischen Kreis Kleve. Er liegt nordöstlich von Haldern unmittelbar neben einem Bauernhof und ist ein seltenes Beispiel für einen leicht geschützten Wohnturm im Rheinland.

## Geschichte
Der Buschkampshof, neben dem der Battenbergturm steht, wurde erstmals 1377 genannt. 1494 belehnte Herzog Johann II. von Kleve den Harnischknecht Amelongh von Escharden mit dem Hof. Amelongh machte Karriere, er wurde 1494 Gerichtsbote und 1498 Richter in Rees und Aspel. Er ist vermutlich der Erbauer des Turms, der Anfang des 16. Jahrhunderts errichtet wurde. Dem Amt des Erbauers verdankt der Turm vermutlich seinen Namen: Batenberg ist der Turm (altdeutsch Berg) des Boten. In der Südseite des Turmes ist mit glasierten Backsteinen die Inschrift: V D M I AE – D H W B I E (Sinnspruch: Verbum Domini Manet In Aeternum (Latein) – Des Herren Wort bleibt in Ewigkeit (Deutsch)) eingefügt. Dies deutet auf eine Erbauung des Turmes während bzw. nach der Reformationszeit hin. Ursprünglich sollte die Anlage mindestens noch ein weiteres Gebäude umfassen, wie der in Resten noch erkennbare Graben und Spuren für den Anschluss hoher Mauern an der Nord- und Westseite vermuten lassen. Diese Gebäude wurden jedoch nie errichtet.
1639 wurde das Anwesen noch als Rittersitz bezeichnet, jedoch 1674 nicht mehr. 1676 und endgültig 1681 gelangte der Buschkampshof in den Besitz der Familie von Wittenhorst-Sonsfeld, die von ihrer zu Schloss Sonsfeld gehörenden Parkanlage auch eine auf den Battenbergturm ausgerichtete Allee anlegten. Nachdem der Turm in späteren Jahrhunderten als Speicher und Stall genutzt wurde, war der Turm verfallen, als er 1984 vom Heimatverein Haldern gepachtet und bis 1993 vorbildlich saniert wurde. Seitdem ist der Turm Sitz des Heimatvereins Haldern und kann im Sommer jeweils am ersten Sonntag im Monat besichtigt werden.

## Anlage
Der elf Meter hohe Turm ist zweigeschossig über einem niedrigen Kellergeschoss auf fast quadratischem Grundriss. Er ist aus Backsteinen erbaut, in die östliche Außenmauer ist eine Figur aus glasierten Ziegeln eingelassen, die vermutlich den Erbauer darstellt. Die beiden Wohngeschosse waren jeweils mit Kaminen heizbar, im Erdgeschoss ist ein Aborterker angebaut, der direkt in den ehemaligen Graben führt. Im Kellergeschoss befinden sich Schießscharten, die niedrige Mauerstärke und die großzügigen Kreuzstockfenster zeigen jedoch, dass der Turm nur bedingt als Wehrturm erbaut wurde.
Die vom ehemaligen Park Sonsfeld auf den Battenbergturm ausgerichtete Turmallee ist noch teilweise erhalten.

## Bewertung

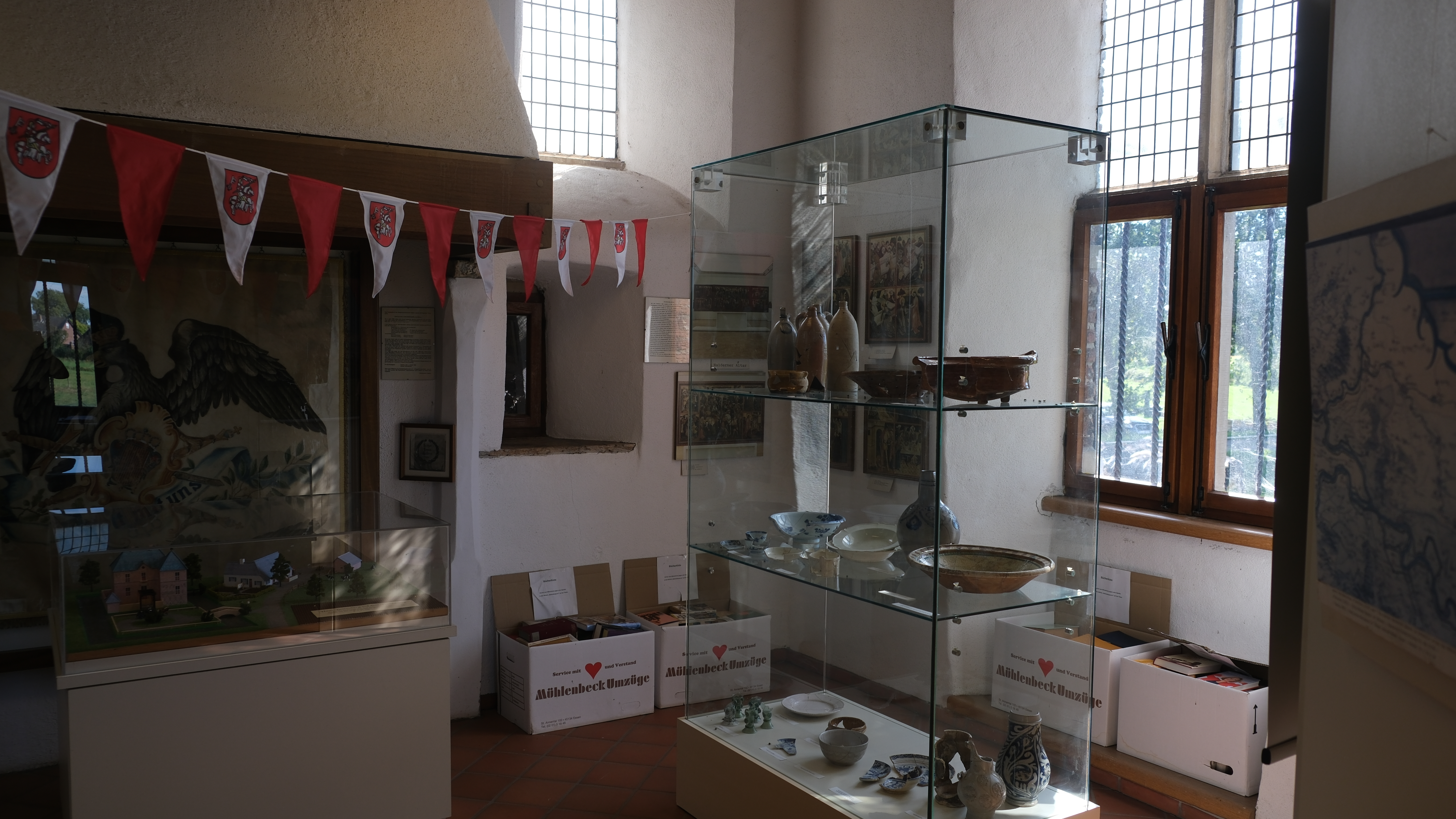
Ausstellung im Turm

Von dem Erbauer gibt es nach 1504 keine Urkunden. Warum die Anlage nicht weitergebaut wurde, ist nicht bekannt. Die Benutzungsspuren am Kamin und am Abort zeigen, dass der Turm nur kurze Zeit bewohnt war. Durch die spätere landwirtschaftliche Nutzung unterblieben wesentliche Umbauten, so dass sich der Turm heute in originärem Zustand befindet.
Der Battenbergturm als steinerne Version des niederrheinischen Berfes steht im Rheinland ohne Vorbilder dar. Er ist ein Versuch, im Spätmittelalter Wohnwert und Wehrhaftigkeit zu verbinden, ohne jedoch diese Aufgaben befriedigend erfüllen zu können.